# Edward King

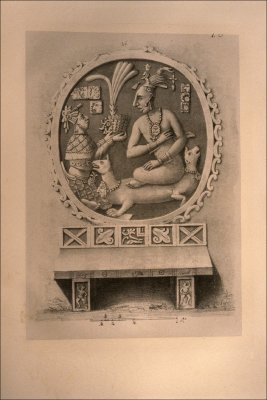
Strona z londyńskiego wydania dzieła Edwarda Kinga "Antiquities of Mexico"

Edward King (ur. 16 listopada 1795, zm. 27 lutego 1837) – angielski wicehrabia Kingsborough, najstarszy syn trzeciego hrabiego Kingston i lady Eleny Moore; pasjonat i wydawca prekolumbijskich kultur Meksyku. 
Edward King urodził się 16 listopada 1795 roku w Cork w Irlandii. Studiował na Uniwersytecie Oksfordzkim. W latach 1820–1826 reprezentował Cork w parlamencie, by w latach następnych, głównie z powodu wojny w Stanach Zjednoczonych, poświęcić się wyłącznie studiom nad prekolumbijską historią Meksyku. 
Szczególnie zafascynowały go kodeksy azteckie, które po raz pierwszy zobaczył na wystawie w Londynie w 1824 roku. Był przekonany, że Indianie meksykańscy to potomkowie jednego z dziesięciu szczepów Izraela. Dzięki majątkowi polecił specjaliście od kalkowania oryginałów, Agostino Aglio, skopiować wszystkie rysunki z kodeksów znajdujących się w całej Europie.
Po pięciu latach od sporządzenia kopii, w 1831 roku wydał pierwszych siedem tomów Antiquities of Mexico, w których zamieścił rysunki kodeksów z europejskich muzeów oraz materiały nigdy wcześniej nie udostępniane i nie publikowane. Dwa pozostałe tomy zostały wydane już po jego śmierci. 
W swojej pracy zestawił również wiele tekstów, rękopisów, tłumaczeń i interpretacji kodeksów majańskich - Kodeksu Mendicino, Telleriano - Remensis i Watykańskiego. W tej monumentalnej pracy powielił również prace Bernardino de Sahagúna History of the Things of New Spain, Kronikę Meksykańską (Mexican Chronicle) autora Fernando de Alvarado Tezozomoca, Chichimecką Historię (Chichimeca History) Fernanda de Alva Ixtilxochchitla i wielu innych.
Według większości źródeł i Encyklopedii Brytyjskiej, wielkie przedsięwzięcie Edwarda Kinga przerosło jego budżet. Zaciągnął on dług, którego nie mógł spłacić. Za to trafił do więzienia w Dublinie, gdzie 17 lutego 1837 roku zmarł.
Inne źródło, wychodząca w ówczesnym czasie gazeta "The Gentlemen", zamieściła w maju 1837 roku notkę na temat Edwarda Kinga, jakoby trafił on do więzienia nie z powodu swoich długów, lecz z powodu długów swojego ojca. . 
Również dzieło jego życia zostało mylnie sklasyfikowane w katalogu Muzeum Brytyjskiego i widnieje na nim autor Agostino Aglio, który był jedynie odpowiedzialny za stronę techniczną dzieła. 